# Żołpie
Żołpie lub Żolpie (lit. Žalpiai) – miasteczko na Litwie, położone w okręgu szawelskim i w rejonie kielmskim. Liczy 125 mieszkańców (2001). Dawniej własność Płuszczewskich.